# Bắc thuộc
Bắc thuộc chỉ thời kỳ Việt Nam bị đặt dưới quyền cai trị của các triều đại Trung Quốc.

## Khái quát
Trong thời gian này Việt Nam bị đặt dưới quyền cai trị của các triều đình của phương Bắc như:
1. Bắc thuộc lần thứ nhất (179 hoặc 111 TCN - 40): Thời kỳ này kết thúc với Khởi nghĩa Hai Bà Trưng giành độc lập khỏi nhà Đông Hán.
2. Bắc thuộc lần thứ hai (43 - 541): nhà Đông Hán, Đông Ngô, Tào Ngụy, nhà Tấn, nhà Tề, nhà Lương
3. Bắc thuộc lần thứ ba (602 - 939): nhà Tùy, nhà Đường, Nam Hán. Có giai đoạn Việt Nam tự trị từ 905-939
4. Bắc thuộc lần thứ tư (1407-1427): nhà Minh tái chiếm lại Việt Nam

Chỉ có vài thời gian độc lập ngắn ngủi như thời kỳ Hai Bà Trưng (40-43), thời kỳ nhà Tiền Lý với nước Vạn Xuân (541-602).
Một số tài liệu khác chia thành ba thời kì. Cách chia này gộp hai thời kỳ đầu (với gián đoạn là khởi nghĩa Hai Bà Trưng) thành thời kì Bắc thuộc lần thứ nhất. Bài này sử dụng cách chia làm bốn thời kì.
Trong suốt các thời kỳ Bắc thuộc, các triều đại Trung Quốc không ngừng thực hiện đồng hóa người Việt nhằm biến Việt Nam thành một quận huyện của Trung Quốc. Dưới thời kỳ này người Việt phải đóng sưu thuế cho triều đình phía bắc. Ngoài số thuế của nhà nước, một số quan cai trị địa phương vì ở xa nên cũng bòn vét thêm của dân.
Cũng có một số quan cai trị nghiêm minh, đúng đắn, nhưng số này ít hơn. Nền văn minh Trung Quốc cũng du nhập vào Việt Nam thời kỳ này. Sĩ Nhiếp, thái thú nhà Hán (187-226) được các nhà nho thời phong kiến coi là có công truyền bá chữ nho và đạo Khổng vào Việt Nam một cách có hệ thống, được coi là người mở đầu nền nho học của giới quan lại phong kiến ở Việt Nam. Nhiều người Trung Quốc đã di cư đến Việt Nam, họ ở lại, dần dần kết hôn với người Việt và hòa nhập vào xã hội Việt Nam, và con cháu trở thành người Việt Nam.

## Bắc thuộc lần thứ nhất
Dấu mốc xác định thời Bắc thuộc đầu tiên không thống nhất giữa các tài liệu xưa và nay, do quan niệm khác nhau về nước Nam Việt và nhà Triệu.
- Quan điểm thời phong kiến cho rằng nhà Triệu là triều đại chính thống của Việt Nam thì xác định khi nhà Triệu bị Hán Vũ Đế diệt năm 111 TCN là lúc bắt đầu thời Bắc thuộc.
- Quan điểm hiện đại bác bỏ nhà Triệu là triều đại chính thống của Việt Nam, bởi nhà Triệu là do Triệu Đà - một viên tướng người Hoa lập ra, tức vẫn là người Hoa cai trị người Việt giống như thời kỳ thuộc nhà Hán sau đó. Thời Bắc thuộc do vậy bắt đầu từ khi Triệu Đà diệt Âu Lạc của An Dương Vương.
  - Sử cũ thường xác định An Dương Vương và nước Âu Lạc bị diệt năm 207 TCN
  - Sử hiện đại căn cứ theo ghi chép của Sử ký Tư Mã Thiên là Triệu Đà diệt[cần dẫn nguồn] phía Tây nước Âu Lạc "sau khi Lã hậu mất", tức là khoảng năm 179 TCN.

Triệu Đà sau khi diệt Âu Lạc chia làm 2 quận Giao Chỉ và Cửu Chân.
Năm 111 TCN, nhà Hán diệt nhà Triệu, chiếm được Nam Việt và chia làm 6 quận là Nam Hải, Thương Ngô, Uất Lâm, Hợp Phố, Giao Chỉ, Cửu Chân, đồng thời lập thêm 3 quận mới là Chu Nhai, Đạm Nhĩ, Nhật Nam. Riêng đối với quận Nhật Nam, khi Lộ Bác Đức đánh bại nhà Triệu-Nam Việt, lãnh thổ Nam Việt chưa bao gồm quận Nhật Nam (từ Quảng Bình tới Bình Định). Quận Nhật Nam chỉ hình thành sau khi các quan cai trị bộ Giao Chỉ người Hán tiến xuống thu phục các bộ tộc phía Nam dãy Hoành Sơn
Năm 39, thái thú quận Giao Chỉ là Tô Định tàn ác, giết chồng của Trưng Trắc là Thi Sách. Nợ nước thù nhà, Hai Bà Trưng dấy binh khởi nghĩa và đã giành được 65 thành ở Lĩnh Nam. Hai Bà lên ngôi vua, kết thúc thời kỳ Bắc thuộc lần thứ nhất.

## Bắc thuộc lần thứ hai
Năm 43, nhà Hán sai Phục ba tướng quân Mã Viện đem quân sang tái chiếm và đàn áp, Hai Bà Trưng chống không nổi phải rút về giữ Cấm Khê rồi tự vẫn ở sông Hát. Dân địa phương lập đền thờ ở Hát Giang.
Sự cai trị của Đông Hán tại bộ Giao Chỉ tương đối ổn định đến cuối thế kỷ 2. Nhà Hán suy yếu, năm 192 dân huyện Tượng Lâm thuộc quận Nhật Nam ở phía nam theo Khu Liên nổi dậy ly khai, lập ra nước Chăm Pa (Lâm Ấp).
Trong lúc nhà Hán suy yếu, thái thú quận Giao Chỉ là Sĩ Nhiếp dùng người nhà trấn trị các quận, trở thành người cai trị tại đây, dù sau đó trên danh nghĩa, họ Sĩ vẫn chấp nhận các thứ sử do nhà Hán rồi Đông Ngô cử sang. Một dấu mốc quan trọng thời kỳ này là việc bộ Giao Chỉ được đổi gọi là Giao Châu, trở thành 1 châu ngang hàng như các châu khác của Trung Quốc theo đề nghị của Sĩ Nhiếp và thứ sử Trương Tân.
Năm 226, Sĩ Nhiếp qua đời, nhà Đông Ngô đánh chiếm Giao Châu và chính thức cai trị. Trong chiến tranh Tam Quốc, các nước thay nhau giành quyền quản lý Giao Châu. Năm 263, Lã Hưng giết quan cai trị Đông Ngô, theo về Tào Ngụy. Tại trung nguyên năm 265 nhà Tấn diệt Ngụy, Giao Châu lại thuộc Tấn. Năm 271 Đông Ngô chiếm lại Giao Châu. Năm 280 Tấn diệt Ngô, Giao Châu lại thuộc Tấn.
Sau thời Tam Quốc, Giao Châu không có biến động về chủ quyền quản lý cho tới khi chấm dứt thời Bắc thuộc thứ hai.
Một số cuộc nổi dậy của người Việt thời kỳ này đều bị thất bại. Cuộc khởi nghĩa lớn nhất năm 248, ở quận Cửu Chân của anh em Triệu Quốc Đạt và Triệu Thị Trinh, sau bị Lục Dận là thứ sử Giao Châu đàn áp phải chịu thất bại. Một số cuộc nổi dậy khác của các thủ lĩnh người Việt như Lương Thạc, Lý Trường Nhân duy trì được quyền cai quản của người Việt trong vài năm.
Thời Bắc thuộc lần thứ 2 chấm dứt năm 541 khi Lý Bí khởi binh chống nhà Lương và chính thức thành lập nhà Tiền Lý cùng nước Vạn Xuân năm 544.

## Bắc thuộc lần thứ ba

### Thuộc Tùy - Đường
Năm 602, nhà Tùy cho quân sang xâm lược nước Vạn Xuân, Lý Phật Tử chưa đánh đã hàng, bị bắt về phương bắc rồi chết ở đó.
Năm 605, nhà Tùy đổi Giao châu thành quận Giao Chỉ và Phủ Đô hộ Giao Chỉ để cai trị Việt Nam.
Nhà Đường thay nhà Tùy bãi bỏ các quận do nhà Tùy lập ra, khôi phục lại chế độ các châu nhỏ thời Nam Bắc triều. Năm 622, nhà Đường lập Giao châu đô hộ phủ. Năm 679, nhà Đường đổi quận Giao Chỉ trở lại thành châu Giao, đặt ra Phủ Đô hộ Giao Châu.
Sau đó, nhà Đường đổi Phủ Đô hộ Giao Châu thành Phủ Đô hộ An Nam. Tên gọi An Nam trong lịch sử Việt Nam bắt đầu từ thời điểm này. Chức quan đứng đầu Phủ Đô hộ An Nam lúc đầu gọi là kinh lược sứ, sau đổi thành Tiết độ sứ. Nhà Đường lại chia Giao Châu làm 12 châu: Giao, Lục, Phúc Lộc, Phong, Thang, Trường, Chi, Vũ Nga, Vũ An, Ái, Hoan, Diễn.
Sau nhiều lần điều chỉnh, năm 866, nhà Đường đổi Phủ Đô hộ An Nam thành Tĩnh Hải quân. Tên gọi này duy trì qua thời Tự chủ của Việt Nam.
Do chính sách bóc lột nặng nề của nhà Đường, người Việt nhiều lần nổi dậy chống nhà Đường. Tiêu biểu nhất là các cuộc nổi dậy của Lý Tự Tiên và Đinh Kiến (687), Mai Thúc Loan (722), Phùng Hưng (776-791) và Dương Thanh (819-820), song đều thất bại.
Đầu thế kỷ 10, nhà Đường suy yếu nghiêm trọng vì nạn phiên trấn cát cứ (kéo dài từ sau loạn An Sử giữa thế kỷ 8) và quyền thần. Nhân lúc Tiết độ sứ Độc Cô Tổn bị điều đi chưa có người thay năm 905, hào trưởng người Việt là Khúc Thừa Dụ đã vào làm chủ thủ phủ Đại La và xác lập quyền tự chủ cho người Việt, năm 939 thì Ngô Quyền xưng vương và bên trong không còn nhận là quan Trung Quốc nữa.

### Người Việt tự chủ chống sự xâm chiếm của Nam Hán
Năm 907, Khúc Thừa Dụ mất, con là Khúc Hạo lên thay tiếp tục thực hiệnTiết độ sứ. Năm 917, Khúc Hạo mất, con là Khúc Thừa Mỹ lên thay.
Năm 923/930, vua Nam Hán sai Lý Khắc Chính đem quân sang đánh, bắt được Khúc Thừa Mỹ đem về nước, Lý Khắc Chính ở lại giữ Giao Châu.
Năm 931, Dương Đình Nghệ là tướng cũ của Khúc Hạo đem quân đánh phủ thành Đại La, lại đánh tan quân Nam Hán do Trần Bảo dẫn sang cứu viện, giết Trần Bảo và tự xưng là Tiết độ sứ.
Năm 937, bộ tướng của Dương Đình Nghệ là Kiều Công Tiễn giết ông để chiếm ngôi.

Tranh giả đồng tái hiện trận Bạch Đằng 938

Năm 938, bộ tướng khác, đồng thời là con rể Dương Đình Nghệ là Ngô Quyền đem quân giết Kiều Công Tiễn, rồi đánh tan đạo quân xâm lược Nam Hán do Lưu Hoằng Tháo dẫn đầu trên sông Bạch Đằng sang tiếp ứng cho Công Tiễn, lập ra nhà Ngô. Từ đó bắt đầu thời kỳ độc lập ổn định của Việt Nam.

## Bắc thuộc lần thứ tư
Sau thời nhà Ngô đến thời nhà Đinh, Việt Nam chính thức có quốc hiệu sau ngàn năm Bắc thuộc là Đại Cồ Việt. Sang thời Lý, quốc hiệu được đổi là Đại Việt. Trong hơn 400 năm qua các triều đại Tiền Lê, Lý và Trần, Đại Việt đều đánh thắng các cuộc xâm lăng của các triều đại Trung Quốc.
Năm 1400, Hồ Quý Ly cướp ngôi nhà Trần. Năm 1406, nhà Minh đem quân sang, lấy lý do là để khôi phục nhà Trần, nhưng thực chất đã sáp nhập Việt Nam thành quận huyện của Trung Quốc và cử quan lại người Hán sang cai trị.
Năm 1407, Giản Định vương, con thứ của vua Trần Nghệ Tông xưng làm Giản Định Đế (1407-1409) để nối nghiệp nhà Trần (thành nhà Hậu Trần) và bắt đầu một cuộc khởi nghĩa chống quân Minh, đến năm 1413 thì hoàn toàn thất bại.
Năm 1418, Lê Lợi khởi nghĩa tại Lam Sơn, Thanh Hóa.
Năm 1427, cuộc khởi nghĩa thành công, kết thúc thời kỳ Bắc thuộc lần thứ tư, và mở đầu một triều đại mới của Việt Nam: nhà Hậu Lê. Theo truyền thuyết, Lê Lợi thắng do nhờ có kiếm thần của Long Quân.
So với giai đoạn một nghìn năm Bắc thuộc, thời kỳ Bắc thuộc này tuy không dài bằng, nhưng chính sách đồng hóa và bóc lột được thực hiện mạnh mẽ hơn. Nhà Minh bắt người Việt phải theo kiểu người Trung Quốc, từ cách ăn mặc, học hành, đến việc cúng tế. Các tài sản quý như người tài, sách vở, báu vật đều bị đem về Trung Quốc. Trong số đó có các cuốn sách văn học, lịch sử, binh pháp... có giá trị và đã được truyền lại từ nhiều đời, hầu hết đã trở thành thất truyền ở Đại Việt kể từ đó. Khoảng 7600 thương gia và nghệ nhân Đại Việt (trong đó có nghệ nhân chế tạo súng Hồ Nguyên Trừng, nghệ nhân kiến trúc Nguyễn An) đã bị bắt đưa sang Nam Kinh, thủ đô Trung Quốc thời bấy giờ. Ngoài ra, nhà Minh còn áp dụng hệ thống sưu cao thuế nặng (bao gồm cả thuế muối) cùng với việc đẩy mạnh khai thác các sản vật quý phục vụ việc cống nộp.